# Youth for understanding
Youth for Understanding (Jeugd voor begrip, YFU) is een wereldwijd netwerk van vrijwilligersorganisaties uit meer dan 50 landen, dat uitwisselingen organiseert tussen jongeren uit alle delen van de wereld, die maximaal een jaar in een gastfamilie doorbrengen. Het doel hiervan is om begrip voor de cultuur van het gastland te creëren, en ook om de gastfamilie met de cultuur van de uitwisselingsstudent kennis te laten maken. Ieder jaar nemen meer dan 3.500 jongeren uit alle delen van de wereld deel aan dit programma.
De organisatie is opgericht in 1951 in Detroit, VS, met als doel begrip te kweken tussen Amerikaanse en Duitse jongeren. De Tweede Wereldoorlog was slechts enkele jaren eerder afgelopen en men vond het nodig dat Amerikanen en Duitsers meer begrip zouden krijgen voor elkaar. In de loop der jaren werd het mogelijk om vanuit en naar steeds meer landen deel te nemen aan een uitwisselingsproject.